# Charles Napoleon Moore
Charles Napoleon Moore (1882 – 1967) foi um matemático estadunidense, professor da Bowling Green State University.
Foi palestrante convidado do Congresso Internacional de Matemáticos em Zurique (1932).

## Publicações
- «Applications of the theory of summability to developments in orthogonal functions». Bull. Amer. Math. Soc. 25 (6): 258–276. 1919. MR 1560186. doi:10.1090/s0002-9904-1919-03188-7
- Moore CN (Outubro de 1922). «Generalized limits in general analysis». Proc Natl Acad Sci U S A. 8 (10): 288–293. PMC 1085150. PMID 16586899. doi:10.1073/pnas.8.10.288
- «Types of series and types of summability». Bull. Amer. Math. Soc. 37 (4): 240–250. 1931. MR 1562130. doi:10.1090/s0002-9904-1931-05138-7
- Moore CN (1932). «On certain criteria for Fourier constants of L integrable functions». Proc Natl Acad Sci U S A. 18 (5): 396–399. PMC 1076236. PMID 16587701. doi:10.1073/pnas.18.5.396
- Moore CN (1933). «On criteria for Fourier constants of L integrable functions». Proc Natl Acad Sci U S A. 19 (9): 846–848. PMC 1086198. PMID 16577580. doi:10.1073/pnas.19.9.846
- Moore CN (março de 1936). «Convergence factors for double series summable by Nörlund means». Proc Natl Acad Sci U S A. 22 (3): 167–170. PMC 1076730. PMID 16588067. doi:10.1073/pnas.22.3.167
- Summable series and convergence factors. Col: Colloquium Publications, Vol. 22. Providence: AMS. 1938[3]